# Contre-la-montre féminin aux championnats d'Europe de cyclisme sur route 2023
Le contre-la-montre féminin aux championnats d'Europe de cyclisme sur route 2023 a lieu le 20 septembre 2023 dans la province de Drenthe, aux Pays-Bas. Il est remporté par la Suissesse Marlen Reusser.

## Parcours
Le parcours, long d'une seule boucle de 29,5 km, est globalement plutôt plat. Le départ et l'arrivée ont lieu à Emmen, ville néerlandaise située à quelques kilomètres de la frontière allemande. Les femmes élites empruntent le même parcours et la même distance que les hommes élites.

## Récit de la course
Marlen Reusser remporte nettement pour la troisième fois l'épreuve. Anna Henderson est deuxième, tandis que  Christina Schweinberger confirme sa médaille de bronze des championnats du monde.

## Classement
| Pos                        | Cycliste                | Pays        |    | Temps       |
| -------------------------- | ----------------------- | ----------- | -- | ----------- |
|                            | Marlen Reusser          | Suisse      | en | 35 min 53 s |
| Médaille d'argent, Europe  | Anna Henderson          | Royaume-Uni | +  | 43 s        |
| Médaille de bronze, Europe | Christina Schweinberger | Autriche    | +  | 44 s        |
| 4                          | Audrey Cordon-Ragot     | France      | +  | 48 s        |
| 5                          | Lotte Kopecky           | Belgique    | +  | 49 s        |
| 6                          | Anna Kiesenhofer        | Autriche    | +  | 56 s        |
| 7                          | Riejanne Markus         | Pays-Bas    | +  | 1 min 00 s  |
| 8                          | Eugenia Bujak           | Slovénie    | +  | 1 min 09 s  |
| 9                          | Elinor Barker           | Royaume-Uni | +  | 1 min 12 s  |
| 10                         | Valeriya Kononenko      | Ukraine     | +  | 1 min 22 s  |

## Liste des participants
| Liste des participantes | Liste des participantes   | Liste des participantes | Liste des participantes | Liste des participantes |
| Num                     | Coureuse                  | Équipe                  | Pos                     |                         |
| ----------------------- | ------------------------- | ----------------------- | ----------------------- | ----------------------- |
| 1                       | Marlen Reusser            | Suisse                  | 1re                     |                         |
| 2                       | Riejanne Markus           | Pays-Bas                | 7e                      |                         |
| 3                       | Lotte Kopecky             | Belgique                | 5e                      |                         |
| 4                       | Christina Schweinberger   | Autriche                | 3e                      |                         |
| 5                       | Juliette Labous           | France                  | 18e                     |                         |
| 6                       | Anna Henderson            | Grande-Bretagne         | 2e                      |                         |
| 7                       | Katarzyna Niewiadoma      | Pologne                 | 17e                     |                         |
| 8                       | Emma Norsgaard            | Danemark                | 16e                     |                         |
| 9                       | Vittoria Guazzini         | Italie                  | 20e                     |                         |
| 10                      | Mireia Benito             | Espagne                 | 24e                     |                         |
| 11                      | Valeriya Kononenko        | Ukraine                 | 10e                     |                         |
| 12                      | Kelly Murphy              | Irlande                 | 13e                     |                         |
| 13                      | Hafdís Sigurðardóttir     | Islande                 | 27e                     |                         |
| 14                      | Lisa Klein                | Allemagne               | 12e                     |                         |
| 15                      | Shirin van Anrooij        | Pays-Bas                | 19e                     |                         |
| 16                      | Sara Van de Vel           | Belgique                | 23e                     |                         |
| 17                      | Anna Kiesenhofer          | Autriche                | 6e                      |                         |
| 18                      | Audrey Cordon-Ragot       | France                  | 4e                      |                         |
| 19                      | Dana Rožlapa              | Lettonie                | 21e                     |                         |
| 20                      | Cecilie Uttrup Ludwig     | Danemark                | 14e                     |                         |
| 21                      | Elinor Barker             | Grande-Bretagne         | 9e                      |                         |
| 22                      | Denisa Slamova            | Tchéquie                | 29e                     |                         |
| 23                      | Alessia Vigilia           | Italie                  | 22e                     |                         |
| 24                      | Marta Jaskulska           | Pologne                 | 15e                     |                         |
| 25                      | Eugenia Bujak             | Slovénie                | 8e                      |                         |
| 26                      | Sandra Alonso             | Espagne                 | 28e                     |                         |
| 27                      | Rotem Gafinovitz          | Israël                  | 26e                     |                         |
| 28                      | Julia Biryukova           | Ukraine                 | 25e                     |                         |
| 29                      | Kristin Edda Sveinsdottir | Islande                 | 30e                     |                         |
| 30                      | Katharina Fox             | Allemagne               | 11e                     |                         |